# Eleições legislativas portuguesas de 2019 no distrito de Santarém
| Eleições legislativas portuguesas de 2019 Distritos: Aveiro \| Beja \| Braga \| Bragança \| Castelo Branco \| Coimbra \| Évora \| Faro \| Guarda \| Leiria \| Lisboa \| Portalegre \| Porto \| Santarém \| Setúbal \| Viana do Castelo \| Vila Real \| Viseu \| Açores \| Madeira \| Estrangeiro |

## Resultados por concelho
Os resultados nos concelhos do Distrito de Santarém foram os seguintes:

### Abrantes
| Partido                 | Partido                              | Votos  | %               | +/-  |
| ----------------------- | ------------------------------------ | ------ | --------------- | ---- |
|                         | Partido Socialista                   | 7 312  | 41,66 / 100,00  | 1,95 |
|                         | Partido Social Democrata             | 3 343  | 19,05 / 100,00  | -    |
|                         | Bloco de Esquerda                    | 2 359  | 13,44 / 100,00  | 0,94 |
|                         | CDU - Coligação Democrática Unitária | 1 210  | 6,89 / 100,00   | 1,59 |
|                         | CDS – Partido Popular                | 668    | 3,81 / 100,00   | -    |
|                         | Pessoas–Animais–Natureza             | 477    | 2,72 / 100,00   | 1,49 |
|                         | CHEGA!                               | 430    | 2,45 / 100,00   | Novo |
|                         | Outros (com menos de 1,00%)          | 963    | 5,48 / 100,00   |      |
| Votos Inválidos         | Votos Inválidos                      | 790    | 4,50 / 100,00   | 0,88 |
| Total                   | Total                                | 17 552 | 100,00 / 100,00 |      |
| Eleitorado/Participação | Eleitorado/Participação              | 32 372 | 54,22 / 100,00  | 3,98 |

| Freguesia                                       | %     | %     | %     | %     | %    | %    | %    | Votantes |
| Freguesia                                       | PS    | PSD   | BE    | CDU   | CDS  | PAN  | CH   | Votantes |
| ----------------------------------------------- | ----- | ----- | ----- | ----- | ---- | ---- | ---- | -------- |
| Abrantes e Alferrarede                          | 35,51 | 23,11 | 14,40 | 5,58  | 4,74 | 3,20 | 2,90 | 7 789    |
| Aldeia do Mato e Souto                          | 22,59 | 56,49 | 4,18  | 3,14  | 3,35 | 1,05 | 0,63 | 478      |
| Alvega e Concavada                              | 53,01 | 11,62 | 11,09 | 7,71  | 3,06 | 2,64 | 2,11 | 947      |
| Bemposta                                        | 53,91 | 13,64 | 11,36 | 7,20  | 3,03 | 2,27 | 1,64 | 792      |
| Carvalhal                                       | 39,94 | 29,28 | 14,58 | 4,37  | 3,79 | 0,58 | 1,46 | 343      |
| Fontes                                          | 44,44 | 20,79 | 6,81  | 1,79  | 7,89 | 3,23 | 0,36 | 279      |
| Martinchel                                      | 38,02 | 24,33 | 10,27 | 2,28  | 6,84 | 3,04 | 3,04 | 263      |
| Mouriscas                                       | 41,79 | 15,70 | 12,40 | 8,38  | 4,96 | 3,19 | 1,89 | 847      |
| Pego                                            | 47,32 | 10,06 | 15,71 | 9,00  | 1,72 | 3,07 | 2,78 | 1 044    |
| Rio de Moinhos                                  | 45,08 | 14,96 | 14,02 | 5,49  | 4,36 | 2,46 | 3,22 | 528      |
| São Facundo e Vale das Mós                      | 55,02 | 7,10  | 14,32 | 11,51 | 1,61 | 1,07 | 2,68 | 747      |
| São Miguel do Rio Torto e Rossio ao Sul do Tejo | 48,54 | 14,34 | 11,52 | 8,03  | 2,66 | 1,93 | 2,55 | 1 918    |
| Tramagal                                        | 45,66 | 12,11 | 16,17 | 10,78 | 1,97 | 2,79 | 1,46 | 1 577    |
| Abrantes                                        | 41,66 | 19,05 | 13,44 | 6,89  | 3,81 | 2,72 | 2,45 | 17 552   |

### Alcanena
| Partido                 | Partido                              | Votos  | %               | +/-  |
| ----------------------- | ------------------------------------ | ------ | --------------- | ---- |
|                         | Partido Socialista                   | 2 196  | 34,33 / 100,00  | 4,18 |
|                         | Partido Social Democrata             | 1 775  | 27,75 / 100,00  | -    |
|                         | Bloco de Esquerda                    | 617    | 9,65 / 100,00   | 1,11 |
|                         | CDU - Coligação Democrática Unitária | 509    | 7,96 / 100,00   | 0,92 |
|                         | CDS – Partido Popular                | 339    | 5,30 / 100,00   | -    |
|                         | Pessoas–Animais–Natureza             | 131    | 2,05 / 100,00   | 0,74 |
|                         | Aliança                              | 81     | 1,27 / 100,00   | Novo |
|                         | Iniciativa Liberal                   | 69     | 1,08 / 100,00   | Novo |
|                         | Outros (com menos de 1,00%)          | 312    | 4,87 / 100,00   |      |
| Votos Inválidos         | Votos Inválidos                      | 368    | 5,75 / 100,00   | 1,65 |
| Total                   | Total                                | 6 397  | 100,00 / 100,00 |      |
| Eleitorado/Participação | Eleitorado/Participação              | 11 948 | 53,54 / 100,00  | 3,54 |

| Freguesia                       | %     | %     | %     | %     | %    | %    | %    | %    | Votantes |
| Freguesia                       | PS    | PSD   | BE    | CDU   | CDS  | PAN  | A    | IL   | Votantes |
| ------------------------------- | ----- | ----- | ----- | ----- | ---- | ---- | ---- | ---- | -------- |
| Alcanena e Vila Moreira         | 34,96 | 22,75 | 10,93 | 11,86 | 3,64 | 2,18 | 1,55 | 1,02 | 2 251    |
| Bugalhos                        | 44,62 | 20,49 | 12,58 | 8,32  | 2,43 | 0,81 | 1,22 | 1,22 | 493      |
| Malhou, Louriceira e Espinheiro | 44,56 | 17,96 | 11,45 | 9,65  | 3,59 | 2,36 | 0,56 | 0,67 | 891      |
| Minde                           | 25,68 | 38,62 | 7,67  | 4,12  | 8,75 | 2,35 | 1,59 | 0,89 | 1 577    |
| Moitas Venda                    | 30,44 | 29,74 | 8,67  | 3,51  | 8,43 | 1,64 | 1,17 | 0,94 | 427      |
| Monsanto                        | 40,50 | 22,75 | 8,75  | 8,25  | 2,75 | 1,75 | 0,25 | 2,75 | 400      |
| Serra de Santo António          | 26,54 | 48,88 | 3,91  | 0,56  | 7,82 | 1,68 | 1,12 | 1,40 | 358      |
| Alcanena                        | 34,33 | 27,75 | 9,65  | 7,96  | 5,30 | 2,05 | 1,27 | 1,08 | 6 397    |

### Almeirim
| Partido                 | Partido                              | Votos  | %               | +/-  |
| ----------------------- | ------------------------------------ | ------ | --------------- | ---- |
|                         | Partido Socialista                   | 4 439  | 46,55 / 100,00  | 5,68 |
|                         | Partido Social Democrata             | 1 662  | 17,43 / 100,00  | -    |
|                         | Bloco de Esquerda                    | 914    | 9,59 / 100,00   | 0,36 |
|                         | CDU - Coligação Democrática Unitária | 775    | 8,13 / 100,00   | 2,74 |
|                         | CDS – Partido Popular                | 357    | 3,74 / 100,00   | -    |
|                         | CHEGA!                               | 272    | 2,85 / 100,00   | Novo |
|                         | Pessoas–Animais–Natureza             | 192    | 2,01 / 100,00   | 0,78 |
|                         | Outros (com menos de 1,00%)          | 474    | 4,97 / 100,00   |      |
| Votos Inválidos         | Votos Inválidos                      | 450    | 4,72 / 100,00   | 1,00 |
| Total                   | Total                                | 9 535  | 100,00 / 100,00 |      |
| Eleitorado/Participação | Eleitorado/Participação              | 19 308 | 49,38 / 100,00  | 4,22 |

| Freguesia            | %     | %     | %     | %     | %    | %    | %    | Votantes |
| Freguesia            | PS    | PSD   | BE    | CDU   | CDS  | CH   | PAN  | Votantes |
| -------------------- | ----- | ----- | ----- | ----- | ---- | ---- | ---- | -------- |
| Almeirim             | 42,09 | 20,20 | 10,92 | 7,49  | 3,95 | 2,84 | 2,18 | 5 286    |
| Benfica do Ribatejo  | 55,87 | 8,33  | 8,33  | 12,54 | 4,68 | 1,75 | 1,03 | 1 260    |
| Fazendas de Almeirim | 50,11 | 16,59 | 7,51  | 7,40  | 2,83 | 3,61 | 2,12 | 2 688    |
| Raposa               | 54,15 | 14,29 | 9,97  | 7,31  | 4,32 | 1,00 | 2,33 | 301      |
| Almeirim             | 46,55 | 17,43 | 9,59  | 8,13  | 3,74 | 2,85 | 2,01 | 9 535    |

### Alpiarça
| Partido                 | Partido                                         | Votos | %               | +/-  |
| ----------------------- | ----------------------------------------------- | ----- | --------------- | ---- |
|                         | Partido Socialista                              | 1 310 | 36,84 / 100,00  | 5,03 |
|                         | CDU - Coligação Democrática Unitária            | 929   | 26,12 / 100,00  | 5,29 |
|                         | Partido Social Democrata                        | 398   | 11,19 / 100,00  | -    |
|                         | Bloco de Esquerda                               | 304   | 8,55 / 100,00   | 0,69 |
|                         | CDS – Partido Popular                           | 108   | 3,04 / 100,00   | -    |
|                         | Pessoas–Animais–Natureza                        | 74    | 2,08 / 100,00   | 1,18 |
|                         | Partido Comunista dos Trabalhadores Portugueses | 49    | 1,38 / 100,00   | 0,16 |
|                         | CHEGA!                                          | 46    | 1,29 / 100,00   | Novo |
|                         | Outros (com menos de 1,00%)                     | 158   | 4,44 / 100,00   |      |
| Votos Inválidos         | Votos Inválidos                                 | 180   | 5,06 / 100,00   | 1,01 |
| Total                   | Total                                           | 3 556 | 100,00 / 100,00 |      |
| Eleitorado/Participação | Eleitorado/Participação                         | 6 239 | 57,00 / 100,00  | 3,89 |

| Freguesia | %     | %     | %     | %    | %    | %    | %    | %    | Votantes |
| Freguesia | PS    | CDU   | PSD   | BE   | CDS  | PAN  | PCTP | CH   | Votantes |
| --------- | ----- | ----- | ----- | ---- | ---- | ---- | ---- | ---- | -------- |
| Alpiarça  | 36,84 | 26,12 | 11,19 | 8,55 | 3,04 | 2,08 | 1,38 | 1,29 | 3 556    |
| Alpiarça  | 36,84 | 26,12 | 11,19 | 8,55 | 3,04 | 2,08 | 1,38 | 1,29 | 3 556    |

### Benavente
| Partido                 | Partido                                         | Votos  | %               | +/-  |
| ----------------------- | ----------------------------------------------- | ------ | --------------- | ---- |
|                         | Partido Socialista                              | 4 084  | 34,92 / 100,00  | 4,99 |
|                         | Partido Social Democrata                        | 2 392  | 20,45 / 100,00  | -    |
|                         | CDU - Coligação Democrática Unitária            | 1 479  | 12,65 / 100,00  | 4,08 |
|                         | Bloco de Esquerda                               | 1 168  | 9,99 / 100,00   | 2,61 |
|                         | CDS – Partido Popular                           | 481    | 4,11 / 100,00   | -    |
|                         | Pessoas–Animais–Natureza                        | 363    | 3,10 / 100,00   | 1,66 |
|                         | CHEGA!                                          | 361    | 3,09 / 100,00   | Novo |
|                         | Partido Comunista dos Trabalhadores Portugueses | 132    | 1,13 / 100,00   | 1,11 |
|                         | LIVRE                                           | 127    | 1,09 / 100,00   | 0,57 |
|                         | Iniciativa Liberal                              | 120    | 1,03 / 100,00   | Novo |
|                         | Aliança                                         | 119    | 1,02 / 100,00   | Novo |
|                         | Outros (com menos de 1,00%)                     | 333    | 2,85 / 100,00   |      |
| Votos Inválidos         | Votos Inválidos                                 | 535    | 4,57 / 100,00   | 0,68 |
| Total                   | Total                                           | 11 694 | 100,00 / 100,00 |      |
| Eleitorado/Participação | Eleitorado/Participação                         | 23 896 | 48,94 / 100,00  | 3,84 |

| Freguesia      | %     | %     | %     | %     | %    | %    | %    | %    | %    | %    | %    | Votantes |
| Freguesia      | PS    | PSD   | CDU   | BE    | CDS  | PAN  | CH   | PCTP | L    | IL   | A    | Votantes |
| -------------- | ----- | ----- | ----- | ----- | ---- | ---- | ---- | ---- | ---- | ---- | ---- | -------- |
| Barrosa        | 46,10 | 7,06  | 14,87 | 12,27 | 0,74 | 3,72 | 3,35 | 1,49 | 0,74 | 1,12 | 0,37 | 269      |
| Benavente      | 31,95 | 22,08 | 13,59 | 10,06 | 4,34 | 2,62 | 2,67 | 1,35 | 1,02 | 0,94 | 1,32 | 3 709    |
| Samora Correia | 36,73 | 18,29 | 12,51 | 10,38 | 3,80 | 3,31 | 3,54 | 1,01 | 1,04 | 0,97 | 0,92 | 6 732    |
| Santo Estêvão  | 30,69 | 32,83 | 9,45  | 6,40  | 6,30 | 3,35 | 1,52 | 1,02 | 1,73 | 1,73 | 0,71 | 984      |
| Benavente      | 34,92 | 20,45 | 12,65 | 9,99  | 4,11 | 3,10 | 3,09 | 1,13 | 1,09 | 1,03 | 1,02 | 11 694   |

### Cartaxo
| Partido                 | Partido                              | Votos  | %               | +/-  |
| ----------------------- | ------------------------------------ | ------ | --------------- | ---- |
|                         | Partido Socialista                   | 4 406  | 40,02 / 100,00  | 1,71 |
|                         | Partido Social Democrata             | 2 090  | 18,98 / 100,00  | -    |
|                         | Bloco de Esquerda                    | 1 273  | 11,56 / 100,00  | 1,79 |
|                         | CDU - Coligação Democrática Unitária | 941    | 8,55 / 100,00   | 2,60 |
|                         | Pessoas–Animais–Natureza             | 393    | 3,57 / 100,00   | 1,95 |
|                         | CDS – Partido Popular                | 334    | 3,03 / 100,00   | -    |
|                         | CHEGA!                               | 276    | 2,51 / 100,00   | Novo |
|                         | LIVRE                                | 151    | 1,37 / 100,00   | 0,62 |
|                         | Outros (com menos de 1,00%)          | 642    | 5,84 / 100,00   |      |
| Votos Inválidos         | Votos Inválidos                      | 504    | 4,58 / 100,00   | 1,34 |
| Total                   | Total                                | 11 010 | 100,00 / 100,00 |      |
| Eleitorado/Participação | Eleitorado/Participação              | 20 478 | 53,77 / 100,00  | 4,23 |

| Freguesia               | %     | %     | %     | %     | %    | %    | %    | %    | Votantes |
| Freguesia               | PS    | PSD   | BE    | CDU   | PAN  | CDS  | CH   | L    | Votantes |
| ----------------------- | ----- | ----- | ----- | ----- | ---- | ---- | ---- | ---- | -------- |
| Cartaxo e Vale da Pinta | 35,04 | 21,64 | 12,36 | 8,18  | 4,24 | 3,55 | 2,75 | 1,70 | 5 633    |
| Ereira e Lapa           | 41,98 | 18,76 | 13,20 | 8,29  | 2,51 | 1,31 | 1,74 | 2,29 | 917      |
| Pontével                | 46,83 | 14,09 | 11,96 | 8,47  | 3,24 | 1,94 | 1,94 | 0,63 | 2 065    |
| Valada                  | 48,36 | 13,43 | 6,87  | 14,63 | 2,09 | 2,69 | 4,18 | 0    | 335      |
| Vale da Pedra           | 43,56 | 15,60 | 8,06  | 12,09 | 2,47 | 3,90 | 2,99 | 0,91 | 769      |
| Vila Chã de Ourique     | 45,16 | 18,82 | 9,60  | 6,74  | 2,94 | 3,33 | 2,17 | 1,08 | 1 291    |
| Cartaxo                 | 40,02 | 18,98 | 11,56 | 8,55  | 3,57 | 3,03 | 2,51 | 1,37 | 11 010   |

### Chamusca
| Partido                 | Partido                                         | Votos | %               | +/-  |
| ----------------------- | ----------------------------------------------- | ----- | --------------- | ---- |
|                         | Partido Socialista                              | 2 005 | 45,91 / 100,00  | 7,16 |
|                         | Partido Social Democrata                        | 681   | 15,59 / 100,00  | -    |
|                         | CDU - Coligação Democrática Unitária            | 615   | 14,08 / 100,00  | 3,64 |
|                         | Bloco de Esquerda                               | 347   | 7,95 / 100,00   | 0,74 |
|                         | CDS – Partido Popular                           | 157   | 3,60 / 100,00   | -    |
|                         | Pessoas–Animais–Natureza                        | 64    | 1,47 / 100,00   | 0,51 |
|                         | CHEGA!                                          | 64    | 1,47 / 100,00   | Novo |
|                         | Aliança                                         | 48    | 1,10 / 100,00   | Novo |
|                         | Partido Comunista dos Trabalhadores Portugueses | 46    | 1,05 / 100,00   | 1,11 |
|                         | Outros (com menos de 1,00%)                     | 161   | 3,68 / 100,00   |      |
| Votos Inválidos         | Votos Inválidos                                 | 179   | 4,10 / 100,00   | 0,48 |
| Total                   | Total                                           | 4 367 | 100,00 / 100,00 |      |
| Eleitorado/Participação | Eleitorado/Participação                         | 7 909 | 55,22 / 100,00  | 2,89 |

| Freguesia                  | %     | %     | %     | %     | %    | %    | %    | %    | %    | Votantes |
| Freguesia                  | PS    | PSD   | CDU   | BE    | CDS  | PAN  | CH   | A    | PCTP | Votantes |
| -------------------------- | ----- | ----- | ----- | ----- | ---- | ---- | ---- | ---- | ---- | -------- |
| Carregueira                | 47,81 | 11,56 | 10,44 | 10,21 | 3,37 | 1,91 | 2,81 | 0,45 | 1,35 | 891      |
| Chamusca e Pinheiro Grande | 39,67 | 17,98 | 16,68 | 8,57  | 4,34 | 1,24 | 1,50 | 1,34 | 1,08 | 1 936    |
| Parreira e Chouto          | 56,56 | 19,50 | 5,98  | 3,67  | 2,90 | 2,32 | 1,16 | 0,97 | 0,39 | 518      |
| Ulme                       | 59,78 | 12,32 | 7,61  | 6,34  | 4,35 | 0,91 | 0,36 | 1,99 | 0,54 | 552      |
| Vale de Cavalos            | 40,00 | 12,98 | 26,81 | 7,66  | 0,85 | 1,28 | 0,43 | 0,43 | 1,70 | 470      |
| Chamusca                   | 45,91 | 15,59 | 14,08 | 7,95  | 3,60 | 1,47 | 1,47 | 1,10 | 1,05 | 4 367    |

### Constância
| Partido                 | Partido                                         | Votos | %               | +/-  |
| ----------------------- | ----------------------------------------------- | ----- | --------------- | ---- |
|                         | Partido Socialista                              | 911   | 44,94 / 100,00  | 5,11 |
|                         | Partido Social Democrata                        | 265   | 13,07 / 100,00  | -    |
|                         | CDU - Coligação Democrática Unitária            | 227   | 11,20 / 100,00  | 1,95 |
|                         | Bloco de Esquerda                               | 196   | 9,67 / 100,00   | 3,16 |
|                         | CDS – Partido Popular                           | 75    | 3,70 / 100,00   | -    |
|                         | CHEGA!                                          | 67    | 3,31 / 100,00   | Novo |
|                         | Pessoas–Animais–Natureza                        | 54    | 2,66 / 100,00   | 1,65 |
|                         | LIVRE                                           | 26    | 1,28 / 100,00   | 0,59 |
|                         | Partido Comunista dos Trabalhadores Portugueses | 21    | 1,04 / 100,00   | 1,07 |
|                         | Outros (com menos de 1,00%)                     | 81    | 4,00 / 100,00   |      |
| Votos Inválidos         | Votos Inválidos                                 | 104   | 5,13 / 100,00   | 1,42 |
| Total                   | Total                                           | 2 027 | 100,00 / 100,00 |      |
| Eleitorado/Participação | Eleitorado/Participação                         | 3 332 | 60,83 / 100,00  | 2,93 |

| Freguesia                  | %     | %     | %     | %     | %    | %    | %    | %    | %    | Votantes |
| Freguesia                  | PS    | PSD   | CDU   | BE    | CDS  | CH   | PAN  | L    | PCTP | Votantes |
| -------------------------- | ----- | ----- | ----- | ----- | ---- | ---- | ---- | ---- | ---- | -------- |
| Constância                 | 34,37 | 15,73 | 11,26 | 11,26 | 6,80 | 4,47 | 2,52 | 1,36 | 1,17 | 515      |
| Montalvo                   | 47,83 | 13,04 | 9,71  | 9,42  | 3,33 | 2,90 | 2,75 | 1,30 | 0,58 | 690      |
| Santa Margarida da Coutada | 49,15 | 11,44 | 12,41 | 8,88  | 2,07 | 2,92 | 2,68 | 1,22 | 1,34 | 822      |
| Constância                 | 44,94 | 13,07 | 11,20 | 9,67  | 3,70 | 3,31 | 2,66 | 1,28 | 1,04 | 2 027    |

### Coruche
| Partido                 | Partido                              | Votos  | %               | +/-  |
| ----------------------- | ------------------------------------ | ------ | --------------- | ---- |
|                         | Partido Socialista                   | 3 702  | 43,43 / 100,00  | 6,00 |
|                         | CDU - Coligação Democrática Unitária | 1 424  | 16,71 / 100,00  | 3,77 |
|                         | Partido Social Democrata             | 1 387  | 16,27 / 100,00  | -    |
|                         | Bloco de Esquerda                    | 676    | 7,93 / 100,00   | 0,72 |
|                         | CDS – Partido Popular                | 391    | 4,59 / 100,00   | -    |
|                         | Pessoas–Animais–Natureza             | 128    | 1,50 / 100,00   | 0,77 |
|                         | CHEGA!                               | 121    | 1,42 / 100,00   | Novo |
|                         | Outros (com menos de 1,00%)          | 394    | 4,63 / 100,00   |      |
| Votos Inválidos         | Votos Inválidos                      | 301    | 3,54 / 100,00   | 0,79 |
| Total                   | Total                                | 8 524  | 100,00 / 100,00 |      |
| Eleitorado/Participação | Eleitorado/Participação              | 16 202 | 52,61 / 100,00  | 4,86 |

| Freguesia               | %     | %     | %     | %    | %    | %    | %    | Votantes |
| Freguesia               | PS    | CDU   | PSD   | BE   | CDS  | PAN  | CH   | Votantes |
| ----------------------- | ----- | ----- | ----- | ---- | ---- | ---- | ---- | -------- |
| Biscainho               | 43,62 | 4,64  | 27,61 | 6,73 | 7,89 | 1,39 | 1,86 | 431      |
| Branca                  | 47,84 | 11,63 | 17,94 | 6,48 | 4,65 | 1,50 | 0,83 | 602      |
| Coruche, Fajarda e Erra | 42,65 | 12,59 | 17,88 | 9,01 | 5,48 | 1,77 | 1,77 | 4 982    |
| Couço                   | 34,46 | 44,94 | 6,74  | 4,87 | 1,12 | 0,97 | 0,52 | 1 335    |
| Santana do Mato         | 49,65 | 13,23 | 15,78 | 7,19 | 3,02 | 1,39 | 1,62 | 431      |
| São José da Lamarosa    | 57,47 | 6,73  | 14,94 | 8,48 | 3,77 | 0,81 | 0,81 | 743      |
| Coruche                 | 43,43 | 16,71 | 16,27 | 7,93 | 4,59 | 1,50 | 1,42 | 8 524    |

### Entroncamento
| Partido                 | Partido                              | Votos  | %               | +/-  |
| ----------------------- | ------------------------------------ | ------ | --------------- | ---- |
|                         | Partido Socialista                   | 3 542  | 37,08 / 100,00  | 1,04 |
|                         | Partido Social Democrata             | 1 937  | 20,28 / 100,00  | -    |
|                         | Bloco de Esquerda                    | 1 334  | 13,96 / 100,00  | 2,27 |
|                         | CDU - Coligação Democrática Unitária | 648    | 6,78 / 100,00   | 2,21 |
|                         | CDS – Partido Popular                | 352    | 3,68 / 100,00   | -    |
|                         | Pessoas–Animais–Natureza             | 322    | 3,37 / 100,00   | 1,87 |
|                         | CHEGA!                               | 320    | 3,35 / 100,00   | Novo |
|                         | Iniciativa Liberal                   | 112    | 1,17 / 100,00   | Novo |
|                         | LIVRE                                | 104    | 1,09 / 100,00   | 0,54 |
|                         | Outros (com menos de 1,00%)          | 408    | 4,27 / 100,00   |      |
| Votos Inválidos         | Votos Inválidos                      | 474    | 4,96 / 100,00   | 0,99 |
| Total                   | Total                                | 9 553  | 100,00 / 100,00 |      |
| Eleitorado/Participação | Eleitorado/Participação              | 17 017 | 56,14 / 100,00  | 4,39 |

| Freguesia               | %     | %     | %     | %    | %    | %    | %    | %    | %    | Votantes |
| Freguesia               | PS    | PSD   | BE    | CDU  | CDS  | PAN  | CH   | IL   | L    | Votantes |
| ----------------------- | ----- | ----- | ----- | ---- | ---- | ---- | ---- | ---- | ---- | -------- |
| Nossa Senhora de Fátima | 34,29 | 21,13 | 14,58 | 5,86 | 3,86 | 3,71 | 3,95 | 1,28 | 1,24 | 5 721    |
| São João Batista        | 41,23 | 19,00 | 13,05 | 8,17 | 3,42 | 2,87 | 2,45 | 1,02 | 0,86 | 3 832    |
| Entroncamento           | 37,08 | 20,28 | 13,96 | 6,78 | 3,68 | 3,37 | 3,35 | 1,17 | 1,09 | 9 553    |

### Ferreira do Zêzere
| Partido                 | Partido                              | Votos | %               | +/-  |
| ----------------------- | ------------------------------------ | ----- | --------------- | ---- |
|                         | Partido Socialista                   | 1 567 | 35,52 / 100,00  | 8,43 |
|                         | Partido Social Democrata             | 1 516 | 34,37 / 100,00  | -    |
|                         | Bloco de Esquerda                    | 337   | 7,64 / 100,00   | 0,27 |
|                         | CDS – Partido Popular                | 263   | 5,96 / 100,00   | -    |
|                         | Pessoas–Animais–Natureza             | 112   | 2,54 / 100,00   | 1,41 |
|                         | CDU - Coligação Democrática Unitária | 102   | 2,31 / 100,00   | 0,82 |
|                         | CHEGA!                               | 55    | 1,25 / 100,00   | Novo |
|                         | Outros (com menos de 1,00%)          | 217   | 4,91 / 100,00   |      |
| Votos Inválidos         | Votos Inválidos                      | 242   | 5,48 / 100,00   | 0,07 |
| Total                   | Total                                | 4 411 | 100,00 / 100,00 |      |
| Eleitorado/Participação | Eleitorado/Participação              | 7 707 | 62,07 / 100,00  | 0,07 |

| Freguesia               | %     | %     | %    | %    | %    | %    | %    | Votantes |
| Freguesia               | PS    | PSD   | BE   | CDS  | PAN  | CDU  | CH   | Votantes |
| ----------------------- | ----- | ----- | ---- | ---- | ---- | ---- | ---- | -------- |
| Águas Belas             | 44,24 | 28,79 | 8,03 | 4,85 | 2,58 | 2,12 | 1,36 | 660      |
| Areias e Pias           | 27,66 | 44,92 | 6,38 | 6,15 | 1,77 | 2,72 | 0,71 | 846      |
| Beco                    | 36,03 | 36,03 | 5,08 | 8,78 | 1,39 | 3,00 | 0    | 433      |
| Chãos                   | 28,90 | 40,30 | 7,98 | 8,75 | 1,52 | 1,90 | 1,14 | 263      |
| Ferreira do Zêzere      | 33,62 | 30,65 | 8,52 | 5,32 | 3,75 | 2,74 | 2,35 | 1 279    |
| Igreja Nova do Sobral   | 39,76 | 35,91 | 7,12 | 4,15 | 2,08 | 0    | 0,59 | 337      |
| Nossa Senhora do Pranto | 41,32 | 28,84 | 9,11 | 6,07 | 2,53 | 2,02 | 0,84 | 593      |
| Ferreira do Zêzere      | 35,52 | 34,37 | 7,64 | 5,96 | 2,54 | 2,31 | 1,25 | 4 411    |

### Golegã
| Partido                 | Partido                                         | Votos | %               | +/-  |
| ----------------------- | ----------------------------------------------- | ----- | --------------- | ---- |
|                         | Partido Socialista                              | 1 078 | 40,62 / 100,00  | 4,51 |
|                         | Partido Social Democrata                        | 488   | 18,39 / 100,00  | -    |
|                         | CDU - Coligação Democrática Unitária            | 336   | 12,66 / 100,00  | 3,01 |
|                         | Bloco de Esquerda                               | 236   | 8,89 / 100,00   | 2,04 |
|                         | CDS – Partido Popular                           | 178   | 6,71 / 100,00   | -    |
|                         | CHEGA!                                          | 41    | 1,54 / 100,00   | Novo |
|                         | Pessoas–Animais–Natureza                        | 40    | 1,51 / 100,00   | 0,30 |
|                         | Partido Comunista dos Trabalhadores Portugueses | 32    | 1,21 / 100,00   | 0,87 |
|                         | Outros (com menos de 1,00%)                     | 130   | 4,91 / 100,00   |      |
| Votos Inválidos         | Votos Inválidos                                 | 95    | 3,58 / 100,00   | 0,09 |
| Total                   | Total                                           | 2 654 | 100,00 / 100,00 |      |
| Eleitorado/Participação | Eleitorado/Participação                         | 4 951 | 53,61 / 100,00  | 5,26 |

| Freguesia  | %     | %     | %     | %    | %    | %    | %    | %    | Votantes |
| Freguesia  | PS    | PSD   | CDU   | BE   | CDS  | CH   | PAN  | PCTP | Votantes |
| ---------- | ----- | ----- | ----- | ---- | ---- | ---- | ---- | ---- | -------- |
| Azinhaga   | 45,12 | 10,16 | 22,03 | 8,97 | 5,01 | 1,19 | 0,92 | 1,06 | 758      |
| Golegã     | 37,23 | 22,85 | 8,00  | 9,07 | 8,29 | 1,79 | 1,91 | 1,07 | 1 676    |
| Pombalinho | 50,91 | 12,73 | 15,91 | 7,27 | 0,45 | 0,91 | 0,45 | 2,73 | 220      |
| Golegã     | 40,62 | 18,39 | 12,66 | 8,89 | 6,71 | 1,54 | 1,51 | 1,21 | 2 654    |

### Mação
| Partido                 | Partido                              | Votos | %               | +/-  |
| ----------------------- | ------------------------------------ | ----- | --------------- | ---- |
|                         | Partido Social Democrata             | 1 531 | 38,06 / 100,00  | -    |
|                         | Partido Socialista                   | 1 470 | 36,54 / 100,00  | 1,84 |
|                         | Bloco de Esquerda                    | 303   | 7,53 / 100,00   | 0,16 |
|                         | CDS – Partido Popular                | 147   | 3,65 / 100,00   | -    |
|                         | CDU - Coligação Democrática Unitária | 124   | 3,08 / 100,00   | 1,27 |
|                         | Pessoas–Animais–Natureza             | 60    | 1,49 / 100,00   | 0,58 |
|                         | CHEGA!                               | 45    | 1,12 / 100,00   | Novo |
|                         | Outros (com menos de 1,00%)          | 143   | 3,55 / 100,00   |      |
| Votos Inválidos         | Votos Inválidos                      | 200   | 4,98 / 100,00   | 0,81 |
| Total                   | Total                                | 4 023 | 100,00 / 100,00 |      |
| Eleitorado/Participação | Eleitorado/Participação              | 6 026 | 66,76 / 100,00  | 2,02 |

| Freguesia                      | %     | %     | %    | %    | %    | %    | %    | Votantes |
| Freguesia                      | PSD   | PS    | BE   | CDS  | CDU  | PAN  | CH   | Votantes |
| ------------------------------ | ----- | ----- | ---- | ---- | ---- | ---- | ---- | -------- |
| Amêndoa                        | 43,17 | 38,85 | 5,04 | 3,96 | 1,08 | 1,08 | 0,36 | 278      |
| Cardigos                       | 55,03 | 20,97 | 3,19 | 8,22 | 1,17 | 0,67 | 1,17 | 596      |
| Carvoeiro                      | 42,99 | 38,01 | 4,98 | 4,67 | 1,56 | 0,31 | 1,25 | 321      |
| Envendos                       | 34,29 | 43,68 | 8,62 | 1,53 | 3,83 | 1,92 | 0,38 | 522      |
| Mação, Penhascoso e Aboboreira | 33,72 | 37,94 | 8,94 | 2,96 | 3,82 | 1,71 | 1,51 | 1 990    |
| Ortiga                         | 30,06 | 41,77 | 9,81 | 1,58 | 4,11 | 2,53 | 0,32 | 316      |
| Mação                          | 38,06 | 36,54 | 7,53 | 3,65 | 3,08 | 1,49 | 1,12 | 4 023    |

### Ourém
| Partido                 | Partido                              | Votos  | %               | +/-  |
| ----------------------- | ------------------------------------ | ------ | --------------- | ---- |
|                         | Partido Social Democrata             | 10 398 | 46,39 / 100,00  | -    |
|                         | Partido Socialista                   | 4 890  | 21,82 / 100,00  | 6,47 |
|                         | CDS – Partido Popular                | 2 088  | 8,96 / 100,00   | -    |
|                         | Bloco de Esquerda                    | 1 388  | 6,19 / 100,00   | 0,75 |
|                         | Pessoas–Animais–Natureza             | 559    | 2,49 / 100,00   | 1,67 |
|                         | CDU - Coligação Democrática Unitária | 394    | 1,76 / 100,00   | 0,67 |
|                         | Outros (com menos de 1,00%)          | 1 353  | 6,03 / 100,00   |      |
| Votos Inválidos         | Votos Inválidos                      | 1 424  | 6,35 / 100,00   | 1,87 |
| Total                   | Total                                | 22 414 | 100,00 / 100,00 |      |
| Eleitorado/Participação | Eleitorado/Participação              | 41 335 | 54,23 / 100,00  | 1,61 |

| Freguesia                                 | %     | %     | %     | %     | %    | %    | Votantes |
| Freguesia                                 | PSD   | PS    | CDS   | BE    | PAN  | CDU  | Votantes |
| ----------------------------------------- | ----- | ----- | ----- | ----- | ---- | ---- | -------- |
| Alburitel                                 | 35,30 | 33,61 | 5,41  | 10,30 | 1,69 | 1,69 | 592      |
| Atouguia                                  | 48,76 | 21,41 | 6,82  | 5,77  | 2,41 | 2,33 | 1 247    |
| Caxarias                                  | 38,38 | 31,25 | 6,35  | 8,79  | 2,25 | 1,95 | 1 024    |
| Espite                                    | 40,65 | 26,74 | 7,61  | 7,61  | 1,74 | 0,65 | 460      |
| Fátima                                    | 51,90 | 14,58 | 11,70 | 4,71  | 3,03 | 1,35 | 5 907    |
| Freixianda, Ribeira do Fárrio e Formigais | 58,12 | 16,54 | 9,96  | 3,32  | 1,63 | 0,76 | 1 717    |
| Gondemaria e Olival                       | 48,70 | 19,88 | 8,94  | 6,41  | 2,14 | 1,17 | 1 544    |
| Matas e Cercal                            | 50,94 | 16,49 | 13,13 | 4,94  | 2,07 | 1,09 | 1 013    |
| Nossa Senhora da Piedade                  | 35,42 | 29,64 | 6,96  | 8,73  | 2,71 | 3,01 | 3 320    |
| Nossa Senhora das Misericórdias           | 46,82 | 22,40 | 7,15  | 5,68  | 3,38 | 2,50 | 2 518    |
| Rio de Couros e Casal dos Bernardos       | 52,38 | 20,05 | 10,29 | 5,07  | 1,46 | 0,92 | 1 302    |
| Seiça                                     | 29,14 | 37,72 | 6,19  | 8,78  | 1,80 | 2,50 | 1 002    |
| Urqueira                                  | 44,27 | 22,79 | 6,64  | 7,68  | 1,95 | 1,30 | 768      |
| Ourém                                     | 46,39 | 21,82 | 8,96  | 6,19  | 2,49 | 1,76 | 22 414   |

### Rio Maior
| Partido                 | Partido                              | Votos  | %               | +/-  |
| ----------------------- | ------------------------------------ | ------ | --------------- | ---- |
|                         | Partido Social Democrata             | 3 567  | 36,10 / 100,00  | -    |
|                         | Partido Socialista                   | 3 270  | 33,09 / 100,00  | 5,88 |
|                         | Bloco de Esquerda                    | 777    | 7,86 / 100,00   | 1,06 |
|                         | CDS – Partido Popular                | 510    | 5,16 / 100,00   | -    |
|                         | CDU - Coligação Democrática Unitária | 366    | 3,70 / 100,00   | 1,31 |
|                         | Pessoas–Animais–Natureza             | 210    | 2,13 / 100,00   | 0,85 |
|                         | CHEGA!                               | 162    | 1,64 / 100,00   | Novo |
|                         | Outros (com menos de 1,00%)          | 540    | 5,46 / 100,00   |      |
| Votos Inválidos         | Votos Inválidos                      | 479    | 4,84 / 100,00   | 0,13 |
| Total                   | Total                                | 9 881  | 100,00 / 100,00 |      |
| Eleitorado/Participação | Eleitorado/Participação              | 17 757 | 55,65 / 100,00  | 2,52 |

| Freguesia                                 | %     | %     | %     | %    | %     | %    | %    | Votantes |
| Freguesia                                 | PSD   | PS    | BE    | CDS  | CDU   | PAN  | CH   | Votantes |
| ----------------------------------------- | ----- | ----- | ----- | ---- | ----- | ---- | ---- | -------- |
| Alcobertas                                | 48,37 | 21,77 | 6,01  | 8,37 | 1,58  | 1,58 | 1,28 | 1 015    |
| Arrouquelas                               | 26,91 | 40,67 | 12,84 | 1,22 | 6,12  | 0,92 | 2,75 | 327      |
| Asseiceira                                | 27,15 | 36,33 | 7,07  | 3,82 | 5,35  | 2,87 | 1,15 | 523      |
| Azambujeira e Malaqueijo                  | 28,42 | 44,19 | 5,17  | 3,10 | 5,17  | 1,81 | 0,78 | 387      |
| Fráguas                                   | 35,04 | 38,52 | 6,15  | 4,51 | 1,43  | 2,25 | 0,82 | 488      |
| Marmeleira e Assentiz                     | 21,46 | 39,60 | 11,50 | 3,98 | 10,40 | 1,33 | 2,65 | 452      |
| Outeiro da Cortiçada e Arruda dos Pisões  | 40,50 | 31,90 | 6,81  | 5,38 | 3,23  | 1,43 | 1,25 | 558      |
| Rio Maior                                 | 36,53 | 32,88 | 7,95  | 5,23 | 3,23  | 2,45 | 1,81 | 5 261    |
| São João da Ribeira e Ribeira de São João | 33,12 | 31,84 | 11,36 | 4,80 | 5,44  | 1,60 | 1,92 | 625      |
| São Sebastião                             | 46,12 | 33,06 | 3,27  | 5,71 | 2,45  | 2,04 | 0,41 | 245      |
| Rio Maior                                 | 36,10 | 33,09 | 7,86  | 5,16 | 3,70  | 2,13 | 1,64 | 9 881    |

### Salvaterra de Magos
| Partido                 | Partido                              | Votos  | %               | +/-  |
| ----------------------- | ------------------------------------ | ------ | --------------- | ---- |
|                         | Partido Socialista                   | 3 535  | 41,98 / 100,00  | 7,06 |
|                         | Partido Social Democrata             | 1 410  | 16,75 / 100,00  | -    |
|                         | Bloco de Esquerda                    | 955    | 11,34 / 100,00  | 2,25 |
|                         | CDU - Coligação Democrática Unitária | 805    | 9,56 / 100,00   | 2,45 |
|                         | CDS – Partido Popular                | 346    | 4,11 / 100,00   | -    |
|                         | Pessoas–Animais–Natureza             | 265    | 3,15 / 100,00   | 1,40 |
|                         | CHEGA!                               | 148    | 1,76 / 100,00   | Novo |
|                         | Outros (com menos de 1,00%)          | 528    | 6,26 / 100,00   |      |
| Votos Inválidos         | Votos Inválidos                      | 428    | 5,08 / 100,00   | 1,09 |
| Total                   | Total                                | 8 420  | 100,00 / 100,00 |      |
| Eleitorado/Participação | Eleitorado/Participação              | 18 611 | 45,24 / 100,00  | 4,87 |

| Freguesia                                 | %     | %     | %     | %     | %    | %    | %    | Votantes |
| Freguesia                                 | PS    | PSD   | BE    | CDU   | CDS  | PAN  | CH   | Votantes |
| ----------------------------------------- | ----- | ----- | ----- | ----- | ---- | ---- | ---- | -------- |
| Glória do Ribatejo e Granho               | 47,54 | 7,24  | 14,88 | 14,04 | 1,62 | 3,43 | 1,29 | 1 546    |
| Marinhais                                 | 39,64 | 18,83 | 12,23 | 7,29  | 3,64 | 3,85 | 2,06 | 2 470    |
| Muge                                      | 59,65 | 10,23 | 9,65  | 6,56  | 3,28 | 1,93 | 1,54 | 518      |
| Salvaterra de Magos e Foros de Salvaterra | 38,91 | 20,07 | 9,60  | 9,62  | 5,51 | 2,75 | 1,78 | 3 886    |
| Salvaterra de Magos                       | 41,98 | 16,75 | 11,34 | 9,56  | 4,11 | 3,15 | 1,76 | 8 420    |

### Santarém
| Partido                 | Partido                              | Votos  | %               | +/-  |
| ----------------------- | ------------------------------------ | ------ | --------------- | ---- |
|                         | Partido Socialista                   | 10 821 | 37,71 / 100,00  | 2,34 |
|                         | Partido Social Democrata             | 7 368  | 25,67 / 100,00  | -    |
|                         | Bloco de Esquerda                    | 2 785  | 9,70 / 100,00   | 0,25 |
|                         | CDU - Coligação Democrática Unitária | 2 014  | 7,02 / 100,00   | 1,70 |
|                         | CDS – Partido Popular                | 1 406  | 4,90 / 100,00   | -    |
|                         | CHEGA!                               | 810    | 2,82 / 100,00   | Novo |
|                         | Pessoas–Animais–Natureza             | 733    | 2,55 / 100,00   | 1,44 |
|                         | Outros (com menos de 1,00%)          | 1 580  | 5,50 / 100,00   |      |
| Votos Inválidos         | Votos Inválidos                      | 1 182  | 4,12 / 100,00   | 0,33 |
| Total                   | Total                                | 28 699 | 100,00 / 100,00 |      |
| Eleitorado/Participação | Eleitorado/Participação              | 51 162 | 56,09 / 100,00  | 3,10 |

| Freguesia                                  | %     | %     | %     | %     | %    | %    | %    | Votantes |
| Freguesia                                  | PS    | PSD   | BE    | CDU   | CDS  | CH   | PAN  | Votantes |
| ------------------------------------------ | ----- | ----- | ----- | ----- | ---- | ---- | ---- | -------- |
| Abitureiras                                | 45,04 | 22,63 | 7,11  | 4,31  | 5,17 | 1,72 | 1,72 | 464      |
| Abrã                                       | 37,16 | 29,57 | 10,31 | 3,50  | 5,84 | 1,36 | 0,39 | 514      |
| Achete, Azoia de Baixo e Póvoa de Santarém | 40,36 | 24,98 | 8,41  | 5,63  | 5,79 | 1,98 | 2,14 | 1 261    |
| Alcanede                                   | 31,05 | 39,91 | 6,84  | 2,95  | 6,46 | 1,36 | 1,26 | 2 135    |
| Alcanhões                                  | 35,61 | 17,74 | 7,12  | 17,04 | 5,87 | 3,35 | 2,51 | 716      |
| Almoster                                   | 46,02 | 16,95 | 9,13  | 12,52 | 3,00 | 1,96 | 2,48 | 767      |
| Amiais de Baixo                            | 50,00 | 23,95 | 8,94  | 6,84  | 1,43 | 0,77 | 1,77 | 906      |
| Arneiro das Milhariças                     | 48,94 | 24,59 | 7,09  | 6,86  | 2,60 | 0,24 | 1,65 | 423      |
| Azoia de Cima e Tremês                     | 44,77 | 23,06 | 9,46  | 4,59  | 4,23 | 1,62 | 2,07 | 1 110    |
| Casével e Vaqueiros                        | 39,37 | 22,47 | 13,94 | 8,36  | 2,79 | 0,70 | 2,09 | 574      |
| Cidade de Santarém                         | 34,43 | 26,83 | 10,80 | 6,27  | 5,24 | 3,52 | 2,98 | 14 053   |
| Gançaria                                   | 26,71 | 47,29 | 6,50  | 1,44  | 9,75 | 0,36 | 0    | 277      |
| Moçarria                                   | 45,80 | 17,17 | 12,70 | 6,62  | 2,68 | 3,76 | 2,50 | 559      |
| Pernes                                     | 38,15 | 23,42 | 8,42  | 14,17 | 2,52 | 0,28 | 2,10 | 713      |
| Póvoa da Isenta                            | 41,57 | 15,49 | 10,59 | 14,12 | 4,51 | 4,51 | 2,55 | 510      |
| Romeira e Várzea                           | 40,64 | 26,03 | 9,61  | 4,35  | 4,60 | 3,12 | 2,63 | 1 218    |
| São Vicente do Paul e Vale de Figueira     | 45,28 | 16,38 | 6,95  | 11,58 | 5,66 | 3,26 | 2,92 | 1 166    |
| Vale de Santarém                           | 43,66 | 17,18 | 8,33  | 11,33 | 3,53 | 4,13 | 3,53 | 1 333    |
| Santarém                                   | 37,71 | 25,67 | 9,70  | 7,02  | 4,90 | 2,82 | 2,55 | 28 699   |

### Sardoal
| Partido                 | Partido                                         | Votos | %               | +/-  |
| ----------------------- | ----------------------------------------------- | ----- | --------------- | ---- |
|                         | Partido Socialista                              | 780   | 35,71 / 100,00  | 3,03 |
|                         | Partido Social Democrata                        | 623   | 28,53 / 100,00  | -    |
|                         | Bloco de Esquerda                               | 234   | 10,71 / 100,00  | 1,22 |
|                         | CDS – Partido Popular                           | 97    | 4,44 / 100,00   | -    |
|                         | CDU - Coligação Democrática Unitária            | 91    | 4,17 / 100,00   | 1,94 |
|                         | Pessoas–Animais–Natureza                        | 86    | 3,94 / 100,00   | 2,36 |
|                         | Partido Comunista dos Trabalhadores Portugueses | 29    | 1,33 / 100,00   | 0,04 |
|                         | CHEGA!                                          | 27    | 1,24 / 100,00   | Novo |
|                         | Reagir Incluir Reciclar                         | 25    | 1,14 / 100,00   | Novo |
|                         | Outros (com menos de 1,00%)                     | 87    | 3,99 / 100,00   |      |
| Votos Inválidos         | Votos Inválidos                                 | 105   | 4,80 / 100,00   | 0,77 |
| Total                   | Total                                           | 2 184 | 100,00 / 100,00 |      |
| Eleitorado/Participação | Eleitorado/Participação                         | 3 264 | 66,91 / 100,00  | 3,56 |

| Freguesia              | %     | %     | %     | %    | %    | %    | %    | %    | %    | Votantes |
| Freguesia              | PS    | PSD   | BE    | CDS  | CDU  | PAN  | PCTP | CH   | RIR  | Votantes |
| ---------------------- | ----- | ----- | ----- | ---- | ---- | ---- | ---- | ---- | ---- | -------- |
| Alcaravela             | 28,91 | 38,09 | 8,79  | 5,86 | 3,32 | 3,52 | 1,76 | 1,37 | 0,39 | 512      |
| Santiago de Montalegre | 26,14 | 35,29 | 10,46 | 7,19 | 2,61 | 2,61 | 1,31 | 0,65 | 0    | 153      |
| Sardoal                | 40,38 | 24,00 | 11,15 | 3,46 | 4,38 | 4,38 | 1,00 | 1,38 | 1,54 | 1 300    |
| Valhascos              | 30,59 | 28,31 | 12,79 | 5,02 | 5,94 | 3,20 | 2,28 | 0,46 | 1,37 | 219      |
| Sardoal                | 35,71 | 28,53 | 10,71 | 4,44 | 4,17 | 3,94 | 1,33 | 1,24 | 1,14 | 2 184    |

### Tomar
| Partido                 | Partido                              | Votos  | %               | +/-  |
| ----------------------- | ------------------------------------ | ------ | --------------- | ---- |
|                         | Partido Socialista                   | 7 205  | 38,23 / 100,00  | 5,74 |
|                         | Partido Social Democrata             | 5 096  | 27,04 / 100,00  | -    |
|                         | Bloco de Esquerda                    | 2 063  | 10,95 / 100,00  | 0,05 |
|                         | CDU - Coligação Democrática Unitária | 914    | 4,85 / 100,00   | 1,36 |
|                         | CDS – Partido Popular                | 820    | 4,35 / 100,00   | -    |
|                         | Pessoas–Animais–Natureza             | 502    | 2,66 / 100,00   | 1,44 |
|                         | CHEGA!                               | 307    | 1,63 / 100,00   | Novo |
|                         | Outros (com menos de 1,00%)          | 969    | 5,13 / 100,00   |      |
| Votos Inválidos         | Votos Inválidos                      | 972    | 5,16 / 100,00   | 0,56 |
| Total                   | Total                                | 18 848 | 100,00 / 100,00 |      |
| Eleitorado/Participação | Eleitorado/Participação              | 34 326 | 54,91 / 100,00  | 3,61 |

| Freguesia                                   | %     | %     | %     | %    | %    | %    | %    | Votantes |
| Freguesia                                   | PS    | PSD   | BE    | CDU  | CDS  | PAN  | CH   | Votantes |
| ------------------------------------------- | ----- | ----- | ----- | ---- | ---- | ---- | ---- | -------- |
| Além da Ribeira e Pedreira                  | 43,61 | 24,50 | 8,17  | 5,86 | 4,31 | 1,69 | 0,62 | 649      |
| Asseiceira                                  | 50,29 | 16,35 | 12,98 | 3,08 | 3,52 | 3,45 | 1,61 | 1 364    |
| Carregueiros                                | 37,34 | 22,18 | 13,86 | 7,21 | 4,62 | 2,22 | 1,85 | 541      |
| Casais e Alviobeira                         | 40,63 | 28,28 | 8,40  | 3,23 | 5,10 | 1,94 | 1,29 | 1 393    |
| Madalena e Beselga                          | 42,06 | 20,90 | 11,37 | 6,08 | 3,67 | 2,67 | 1,57 | 1 909    |
| Olalhas                                     | 27,53 | 43,99 | 5,22  | 1,58 | 6,01 | 3,48 | 0,95 | 632      |
| Paialvo                                     | 42,70 | 16,61 | 10,68 | 8,85 | 4,93 | 2,46 | 2,83 | 1 096    |
| Sabacheira                                  | 51,23 | 23,72 | 8,40  | 4,40 | 4,51 | 1,43 | 0,82 | 488      |
| São João Baptista e Santa Maria dos Olivais | 35,32 | 29,18 | 12,13 | 5,14 | 4,03 | 2,92 | 1,60 | 8 457    |
| São Pedro de Tomar                          | 37,07 | 29,48 | 11,20 | 3,02 | 3,98 | 2,51 | 2,06 | 1 357    |
| Serra e Junceira                            | 29,42 | 38,15 | 5,72  | 3,22 | 7,17 | 1,77 | 1,98 | 962      |
| Tomar                                       | 38,23 | 27,04 | 10,95 | 4,85 | 4,35 | 2,66 | 1,63 | 18 848   |

### Torres Novas
| Partido                 | Partido                              | Votos  | %               | +/-  |
| ----------------------- | ------------------------------------ | ------ | --------------- | ---- |
|                         | Partido Socialista                   | 6 801  | 38,58 / 100,00  | 4,03 |
|                         | Partido Social Democrata             | 3 643  | 20,66 / 100,00  | -    |
|                         | Bloco de Esquerda                    | 2 469  | 14,01 / 100,00  | 0,33 |
|                         | CDU - Coligação Democrática Unitária | 1 461  | 8,29 / 100,00   | 1,92 |
|                         | CDS – Partido Popular                | 652    | 3,70 / 100,00   | -    |
|                         | Pessoas–Animais–Natureza             | 479    | 2,72 / 100,00   | 1,57 |
|                         | CHEGA!                               | 275    | 1,56 / 100,00   | Novo |
|                         | Outros (com menos de 1,00%)          | 986    | 5,60 / 100,00   |      |
| Votos Inválidos         | Votos Inválidos                      | 863    | 4,89 / 100,00   | 0,80 |
| Total                   | Total                                | 17 629 | 100,00 / 100,00 |      |
| Eleitorado/Participação | Eleitorado/Participação              | 31 063 | 56,75 / 100,00  | 3,88 |

| Freguesia                                   | %     | %     | %     | %     | %    | %    | %    | Votantes |
| Freguesia                                   | PS    | PSD   | BE    | CDU   | CDS  | PAN  | CH   | Votantes |
| ------------------------------------------- | ----- | ----- | ----- | ----- | ---- | ---- | ---- | -------- |
| Assentiz                                    | 41,98 | 26,22 | 10,97 | 3,35  | 2,56 | 2,17 | 1,45 | 1 522    |
| Brogueira, Parceiros de Igreja e Alcorochel | 45,23 | 16,68 | 12,03 | 7,78  | 3,29 | 2,81 | 1,44 | 1 247    |
| Chancelaria                                 | 38,61 | 26,53 | 10,83 | 3,61  | 3,74 | 1,25 | 1,37 | 803      |
| Meia Via                                    | 38,71 | 17,77 | 17,01 | 7,61  | 3,17 | 2,79 | 2,03 | 788      |
| Olaia e Paço                                | 39,70 | 17,51 | 13,51 | 9,42  | 4,17 | 4,00 | 2,34 | 1 199    |
| Pedrógão                                    | 42,28 | 19,08 | 13,90 | 9,11  | 4,03 | 2,59 | 1,34 | 1 043    |
| Riachos                                     | 40,12 | 16,51 | 15,88 | 9,90  | 3,18 | 2,21 | 1,13 | 2 393    |
| Santa Maria, Salvador e Santiago            | 32,72 | 25,49 | 14,74 | 6,93  | 4,51 | 2,72 | 1,86 | 3 927    |
| São Pedro, Lapas e Ribeira Branca           | 37,84 | 18,30 | 14,64 | 11,07 | 3,68 | 3,32 | 1,46 | 4 181    |
| Zibreira                                    | 45,44 | 21,48 | 10,08 | 8,37  | 3,42 | 0,95 | 0,95 | 526      |
| Torres Novas                                | 38,58 | 20,66 | 14,01 | 8,29  | 3,70 | 2,72 | 1,56 | 17 629   |

### Vila Nova da Barquinha
| Partido                 | Partido                                         | Votos | %               | +/-  |
| ----------------------- | ----------------------------------------------- | ----- | --------------- | ---- |
|                         | Partido Socialista                              | 1 512 | 42,71 / 100,00  | 3,12 |
|                         | Partido Social Democrata                        | 571   | 16,13 / 100,00  | -    |
|                         | Bloco de Esquerda                               | 406   | 11,47 / 100,00  | 1,95 |
|                         | CDU - Coligação Democrática Unitária            | 298   | 8,42 / 100,00   | 2,40 |
|                         | CHEGA!                                          | 126   | 3,56 / 100,00   | Novo |
|                         | Pessoas–Animais–Natureza                        | 120   | 3,39 / 100,00   | 1,93 |
|                         | CDS – Partido Popular                           | 104   | 2,94 / 100,00   | -    |
|                         | LIVRE                                           | 41    | 1,16 / 100,00   | 0,64 |
|                         | Partido Comunista dos Trabalhadores Portugueses | 36    | 1,02 / 100,00   | 0,75 |
|                         | Reagir Incluir Reciclar                         | 36    | 1,02 / 100,00   | Novo |
|                         | Outros (com menos de 1,00%)                     | 132   | 3,73 / 100,00   |      |
| Votos Inválidos         | Votos Inválidos                                 | 158   | 4,46 / 100,00   | 0,62 |
| Total                   | Total                                           | 3 540 | 100,00 / 100,00 |      |
| Eleitorado/Participação | Eleitorado/Participação                         | 6 186 | 57,23 / 100,00  | 3,03 |

| Freguesia              | %     | %     | %     | %     | %    | %    | %    | %    | %    | %    | Votantes |
| Freguesia              | PS    | PSD   | BE    | CDU   | CH   | PAN  | CDS  | L    | PCTP | RIR  | Votantes |
| ---------------------- | ----- | ----- | ----- | ----- | ---- | ---- | ---- | ---- | ---- | ---- | -------- |
| Atalaia                | 42,61 | 14,16 | 10,47 | 10,71 | 3,94 | 3,69 | 2,71 | 1,35 | 1,48 | 0,49 | 812      |
| Praia do Ribatejo      | 44,39 | 18,06 | 10,19 | 6,58  | 3,23 | 3,74 | 2,45 | 0,52 | 1,03 | 1,16 | 775      |
| Tancos                 | 56,10 | 13,82 | 13,01 | 5,69  | 0,81 | 0    | 2,44 | 0,81 | 0    | 0    | 123      |
| Vila Nova da Barquinha | 41,15 | 16,34 | 12,35 | 8,36  | 3,72 | 3,33 | 3,28 | 1,37 | 0,87 | 1,26 | 1 830    |
| Vila Nova da Barquinha | 42,71 | 16,13 | 11,47 | 8,42  | 3,56 | 3,39 | 2,94 | 1,16 | 1,02 | 1,02 | 3 540    |